# Děkanát Toszek
Děkanát Toszek je jedním z 18 katolických děkanátů diecéze gliwické v Polsku; pod jeho administraci patří 9 farností.

## Farnosti děkanátu Tozsek
- Krupski Młyn: farnost sv. Josefa
- Sieroty: farnost Všech svatých
- Toszek: farnost sv. Kateřiny Alexandrijské
- Tworóg: farnost sv. Antonína
- Koty: farnost svatých Petra a Pavla
- Wojska: farnost Nejsvětější Srdce Ježíšovo
- Wielowieś: farnost Nanebevzetí Panny Marie
- Wiśnicze: farnost Svaté Trojice
- Świbie: farnost Svatý Mikuláše

## Historie
Archipresbyterát Toszek byl ve středověku jedním dvanácti, které tvořily archidiakonát Opolský (diecéze Vratislavská). 